# Siwe Skały

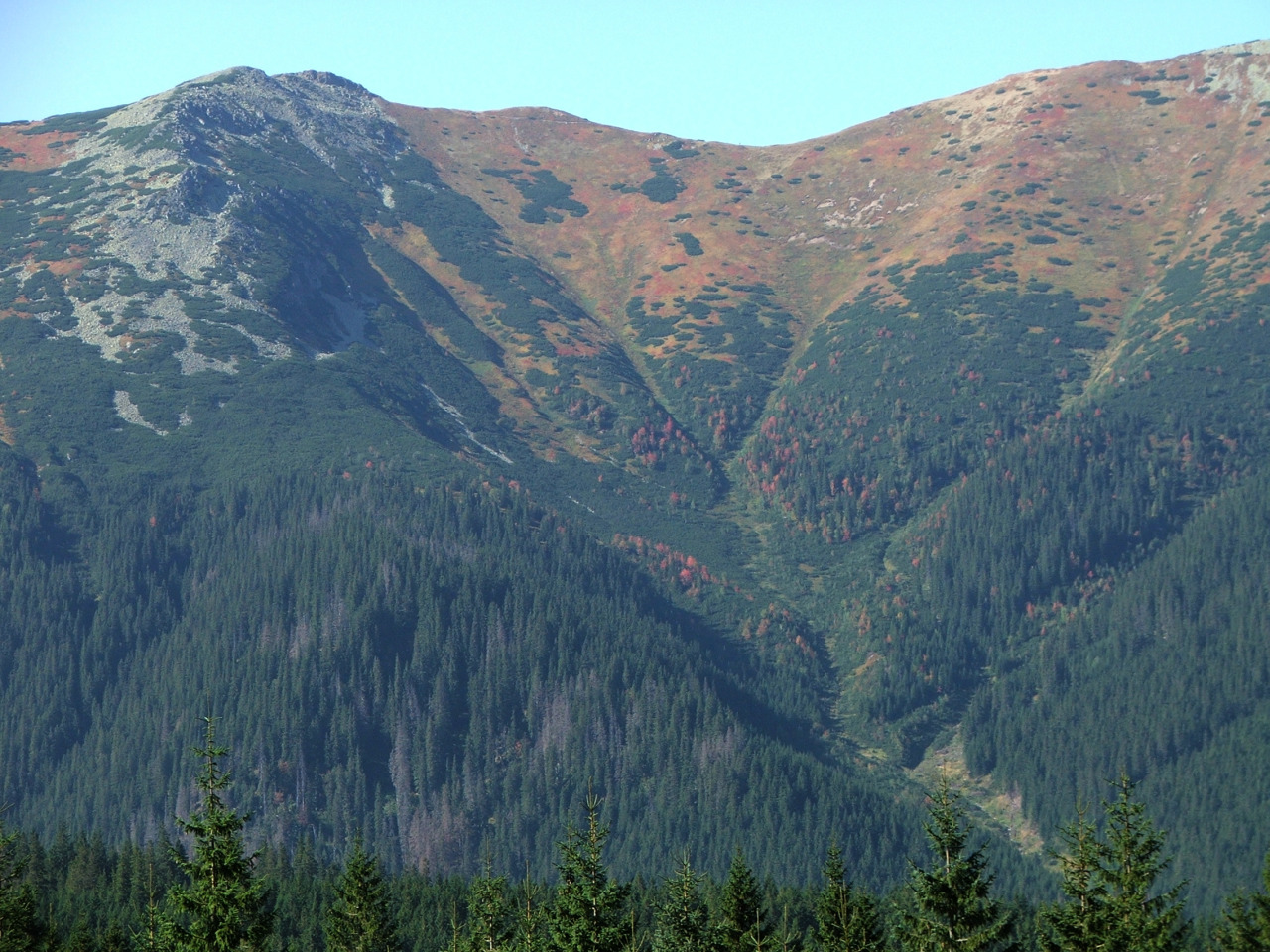
Siwe Skały i Ornaczański Żleb – widok z Doliny Tomanowej

Siwe Skały – grupa skał na wschód od Zadniego Ornaku – jednego z czterech wierzchołków Ornaku wznoszącego się nad górną częścią Doliny Kościeliskiej w Tatrach Zachodnich. Znajdujące się na wysokości 1600–1860 m n.p.m. Siwe Skały zbudowane są ze skał metamorficznych, które pod wpływem potężnych ruchów górotwórczych poddane zostały silnym przeobrażeniom – sprasowaniu i zmiażdżeniu, a następnie silnemu złupkowieniu. W wyniku tego przekształciły się w jasnozielone łupki chlorytowe. Skały te tworzą rumowisko głazów porośniętych jasnożółtymi porostami z rodzaju Rhizocarpon. Grań na południe od nich pocięta jest rowami grzbietowymi. W obrębie Siwych Skał znajduje się drugi, nieco niższy wierzchołek Zadniego Ornaku.

## Szlaki turystyczne
– zielony szlak biegnący z Iwaniackiej Przełęczy przez cały grzbiet Ornaku, Siwą Przełęcz i Siwe Turnie na przełęcz Liliowy Karb. Czas przejścia: 2:20 h, z powrotem 1:55 h